# Vincenzo Florio (Unternehmer, 1883)

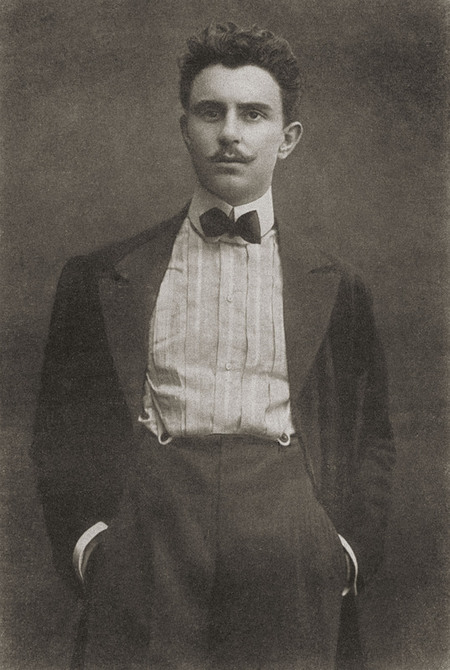
Vincenzo Florio

Vincenzo Florio (* 18. März 1883 in Palermo; † 6. Januar 1959 in Épernay) war ein italienischer Unternehmer und Automobilrennfahrer.

## Leben
Florio stammte aus einer Familie, die um 1800 von Kalabrien nach Sizilien gekommen war und dort mehrere Unternehmen gründete, darunter die Florio-Reederei. Für ihn errichtete der Architekt Ernesto Basile zwischen 1899 und 1902 in Palermo die Villino Florio. Seine beiden Leidenschaften waren Luxusyachten und Automobile. 1905 stiftete er einen Pokal für ein seit 1900 stattfindendes Straßen- und Rundstreckenrennen, das daraufhin in Coppa Florio umbenannt wurde. Nachdem er selber an einigen Autorennen in Italien und Frankreich – darunter u. a. der Große Preis von Frankreich 1906 – teilgenommen hatte, organisierte er 1906 die Targa Florio, ein regelmäßig auf Sizilien ausgetragenes Langstreckenrennen, das bald zu den bedeutendsten Motorsportveranstaltungen gehörte. Im Jahr 1913 gründete er den Automobile Club di Sicilia. Im selben Jahr stieg Florio bei dem Turiner Automobilhersteller Officine Meccaniche Beccaria ein, hatte damit jedoch keinen Erfolg. Im Ersten Weltkrieg patentierte er einen geländegängigen Lastkraftwagen für Munitionstransporte im Gebirge. In den folgenden Jahrzehnten kümmerte er sich weiter um seine Unternehmen und um die Ausrichtung der Targa Florio.

## Familie
Im Jahr 1909 heiratete Florio die Fürstin Annina Alliata di Montereale. Seine zweite Ehefrau war die Französin Lucie Henry aus Épernay.